# Daigo Fuyumoto
Daigo Fuyumoto est un nom japonais traditionnel ; le nom de famille (ou le nom d'école), Daigo, précède donc le prénom (ou le nom d'artiste).
Daigo Fuyumoto (醍醐 冬基) (2 août 1648 - 30 août 1697), fils du régent Ichijō Akiyoshi, est un kugyō (noble de cour) de l'époque d'Edo (1603–1868), fondateur de la famille Daigo, branche de la famille Ichijō. Il est le père de Daigo Fuyuhiro et d'un qui sera plus tard adopté par la famille Tokudaiji et connu sous le nom Tokudaiji 公全.

## Source de la traduction
- (en) Cet article est partiellement ou en totalité issu de l’article de Wikipédia en anglais intitulé « Daigo Fuyumoto » (voir la liste des auteurs).